# Albendea
Albendea ist ein Ort und eine Gemeinde (municipio) mit nur noch 119 Einwohnern (Stand: 2024) im Norden der Provinz Cuenca in der Autonomen Region Kastilien-La Mancha. Der Ort liegt an der Ruta de la Lana, einem einstmals bedeutenden Handels- und Pilgerweg, der – von Alicante bzw. Valencia kommend – bis nach Burgos führte; darüber hinaus gehört er zu der von einem starken Bevölkerungsschwund betroffenen Serranía Celtibérica.

## Lage und Klima
Der Ort Albendea liegt im Quellgebiet des Río de San Juan, eines Nebenflusses des Río Guadiela, auf der Westseite des Iberischen Gebirges in einer Höhe von ca. 810 m. Die Provinzhauptstadt Cuenca befindet sich ca. 64 km (Fahrtstrecke) südöstlich; der sehenswerte Nachbarort Valdeolivas ist nur knapp 5 km entfernt. Das Klima im Winter ist gemäßigt, im Sommer dagegen warm bis heiß; die eher geringen Niederschlagsmengen (ca. 515 mm/Jahr) fallen – mit Ausnahme der nahezu regenlosen Sommermonate – verteilt übers ganze Jahr.

## Bevölkerungsentwicklung
| Jahr      | 1857 | 1900 | 1950 | 2000 | 2019 |
| Einwohner | 486  | 506  | 609  | 178  | 121  |

Aufgrund der Mechanisierung der Landwirtschaft, der Aufgabe bäuerlicher Kleinbetriebe und des daraus resultierenden Verlusts von Arbeitsplätzen ist die Einwohnerzahl der Gemeinde seit der Mitte des 20. Jahrhunderts stark rückläufig (Landflucht).

## Wirtschaft
Die Wirtschaft des Ortes basierte jahrhundertelang im Wesentlichen auf Selbstversorgung; Überschüsse an Käse und Würsten sowie Tierhäute und Wolle konnten an fahrende Händler verkauft oder gegen andere Produkte getauscht werden.

## Geschichte
Funde zu einer Besiedlung in keltischer und römischer Zeit fehlen; westgotische Spuren wurden in der Ermita de Llanes entdeckt. Aus islamisch-maurischer Zeit ist wiederum nichts erhalten. Nach der Rückeroberung (reconquista) der Städte Toledo (1085) und Cuenca (um 1177) und ihres Umlands durch die Truppen der kastilischen Könige Alfons VI. und Alfons VIII. wurde eine Politik der Wiederbesiedlung (repoblación) durch Christen aus allen Teilen der Iberischen Halbinsel betrieben. Im Jahr 1537 kaufte sich der Ort gegen eine Zahlung von 900.000 Maravedis von allen Lehensabhängigkeiten frei.

## Sehenswürdigkeiten

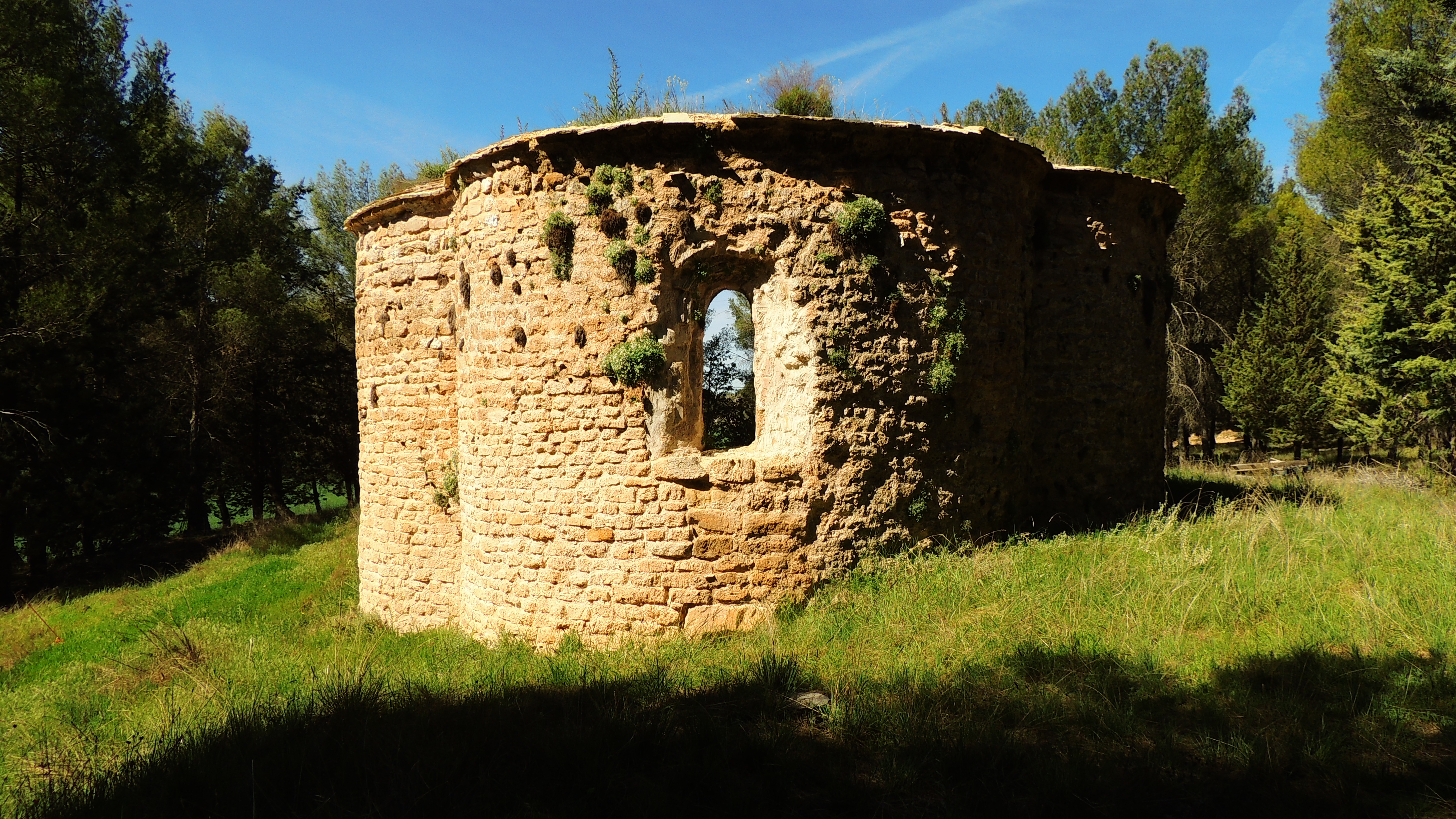
Ermita/Mausoleo

- Die dreischiffige Iglesia de Nuestra Señora de la Asunción ist ein Bau aus dem 12./13. Jahrhundert mit späteren Veränderungen; von der ursprünglichen Kirche ist noch die Apsis erhalten. In der Capilla de los Condes de Marañón befindet sich ein sehenswertes Altarretabel (retablo) aus dem 16. Jahrhundert.[3]

Umgebung
- In einem Waldgebiet etwa 8 km südöstlich des Ortes befinden sich die Ruinen eines spätantiken Mausoleums. Dieses wurde in westgotischer Zeit als Taufkapelle und im Hochmittelalter als dreiapsidiale Kapelle (Ermita de Llanes) genutzt.[4]